# بانگ جه هو
بانگ جه هو (کره‌ای: 방재호؛ زادهٔ ۲۱ ژوئن ۱۹۹۲) بازیگر و مدل اهل کره جنوبی است. او بیشتر به خاطر ایفای نقش در پادشاه عاشق، مدرسه ۲۰۲۱ و شاهزاده بزرگ شناخته می‌شود. او همچنین در فیلم‌هایی همچون تولد حضور پیدا کرده‌است.

## زندگی‌نامه و حرفه
بانگ جه هو در ۲۱ ژوئن ۱۹۹۲ در سئول، کره جنوبی به دنیا آمد. پس از آغاز فعالیت به عنوان بازیگر، او در مجموعه‌های تلویزیونی پادشاه عاشق، بین عشق و دوستی، شاهزاده بزرگ و افسون سوم حضور پیدا کرد. او همچنین در فیلم‌های بد گایز و تولد ایفای نقش کرده‌است.

## فیلم‌شناسی

### فیلم
| سال  | عنوان                     | نقش            | منابع  |
| ---- | ------------------------- | -------------- | ------ |
| ۲۰۱۹ | تولد                      | پسر در تولد    | [ ۱۴ ] |
| ۲۰۱۹ | رفقای بد: سلطنت هرج و مرج | افسر پلیس جوان | [ ۱۵ ] |
| ۲۰۲۰ | فراتر از خانواده          | میانجی         |        |

### مجموعه تلویزیونی
| سال  | عنوان                             | نقش         | منابع  |
| ---- | --------------------------------- | ----------- | ------ |
| ۲۰۱۶ | بین دوستی و عشق                   | وو جونگ     | [ ۱۶ ] |
| ۲۰۱۷ | پادشاه عاشق                       | جین گوان    | [ ۱۷ ] |
| ۲۰۱۸ | درامای ویژه کی‌بی‌اس: فصل فراموش‌شده | کیم وو هیون | [ ۱۸ ] |
| ۲۰۱۸ | شاهزاده بزرگ                      | پارک گی توک | [ ۱۹ ] |
| ۲۰۱۸ | افسون سوم                         | جه وو       | [ ۲۰ ] |
| ۲۰۲۱ | مدرسه ۲۰۲۱                        | چول جو جونگ | [ ۲۱ ] |